# Devian
Devian – szwedzka grupa muzyczna łącząca w swojej twórczości elementy thrash, black oraz death metalu działająca w latach 2006 – 2011. 

## Historia

### Lata 2006–2008
Po opuszczeniu formacji Marduk perkusista Emil Dragutinovic zdecydował się wraz z byłym wokalistą tejże – Legionem – na założenie nowego zespołu, mającego być według ich konceptu całkowicie nowym tworem różniącym się stylistycznie od łączącej ich wcześniej jako muzyków grupy. Skład uzupełniło dwóch gitarzystów Sargatanas Reign: Jonas Mattson i Markus Lundberg oraz basista Tomas Nilsson. Krótko po założeniu zespół zaczął firmować się jako Elizium, niedługo potem zmienił nazwę na Rebel Angels, ostatecznie stanęło jednak na Devian. Niedługo potem podpisał kontrakt z niemiecką wytwórnią Century Media, po czym wraz z pomocą producentów Rikarda Kottelina oraz Fredrika Nordströma rozpoczął nagrywanie debiutanckiego albumu. Jako że po zakończeniu sesji skład opuścił Lundberg, obowiązki drugiego gitarzysty przejął tymczasowo Nilsson. Debiut grupy ujęty tytułem Ninewinged Serpent trafił do sprzedaży w drugiej połowie 2007 r. spotykając się z przychylnymi opiniami fanów i krytyków. Okładkę płyty zaprojektował grecki artysta Spiros Andoniu, który współpracował wcześniej m.in. z Paradise Lost, Soilwork czy Old Man’s Child. Krótko po premierze albumu skład grupy zasilił jako regularny basista Roberth Karlsson, udzielający się wcześniej m.in. w Edge of Sanity. 

### 2008–2011: Dalsze lata działalności i rozwiązanie
W marcu 2008 r. Devian jako support wziął udział w europejskiej trasie koncertowej z okazji jubileuszu 25-lecia istnienia Vader. Nakręcono także teledysk do utworu  Scarred oraz rozpoczęto pracę nad nowym materiałem, który zatytułowany God to the Illfated ukazał się 12 grudnia 2008 r. Miksami zajął się tym razem Peter Tägtgren, obowiązki masteringu powierzono Peterowi In De Betou. Jako że krótko po zakończeniu nagrań z grupy odszedł Roberth Karlsson zasilając odtąd Scar Symmetry, miejsce jego zajął jako basista sesyjny Carl Stjärnlöv.
W styczniu 2009 r. formacja dała szereg koncertów w Europie towarzysząc Deicide, Samael, Vader, Order of Ennead oraz The Amenta. W kolejnych dwóch miesiącach zespół występował w Szwecji i Finlandii u boku Belphegor, Unleashed i Diabolical, nakręcono także videoclip do utworu The Assailant. Pod koniec tego samego roku decyzję o odejściu z zespołu podjął wokalista Legion. W międzyczasie wygasł również kontrakt z Century Media, w związku z czym grupa stanęła w obliczu konieczności poszukiwania nowego wydawcy. Wobec trudności w znalezieniu tegoż muzycy postanowili zmodyfikować dotychczasowy repertuar poprzez urozmaicenie stylu elementami tradycyjnego heavy metalu bądź czystych wokali, co nie przyczyniło się jednak do zainteresowania zespołem. W rezultacie grupę opuścił również Mattson, zmiana stylistyki zatarła z kolei nieodwracalnie wcześniejsze oblicze formacji, co przypieczętowało jej kres.

## Dyskografia
- 2007: Ninewinged Serpent (Century Media)
- 2008: God to the Illfated (Century Media)